# Tadeusz Citko
Tadeusz Citko (ur. 21 maja 1944 w Nowym Aleksandrowie) – polski inżynier, profesor nauk technicznych, w latach 1993–1999 i 2008–2012 rektor Politechniki Białostockiej.

## Życiorys
Ukończył studia na Wydziale Elektrycznym Politechniki Warszawskiej. Stopień doktora uzyskał w 1974, habilitował się na macierzystej uczelni w 1987. W 1995 otrzymał tytuł profesora nauk technicznych.
Od 1970 zawodowo związany z Wyższą Szkołą Inżynierską w Białymstoku, przekształconą w międzyczasie w Politechnikę Białostocką. Doszedł do stanowiska profesora zwyczajnego na Wydziale Elektrycznym. Był kierownikiem Zakładu Przetwarzania i Użytkowania Energii Elektrycznej, a także wieloletnim (1992–2008) kierownikiem Katedry Energoelektroniki i Napędów Elektrycznych. Pełnił funkcję prorektora PB ds. nauki i współpracy z gospodarką narodową (1990–1993). Przez trzy kadencje, tj. od 1993 do 1999 i od 2008 do 2012, zajmował stanowiska rektora tej uczelni.
W pracy naukowej zajmował się zagadnieniami z zakresu energoelektroniki i napędu elektrycznego. Prowadził badania dotyczące m.in. przemienników częstotliwości oraz tranzystorowych przekształtników rezonansowych. Powoływany m.in. w skład Komitetu Elektrotechniki Polskiej Akademii Nauk (w tym jako wiceprzewodniczący).
W 2011 został regionalnym koordynatorem Ruchu Społecznego im. Lecha Kaczyńskiego. Wszedł w skład komitetu wspierającego kandydaturę Karola Nawrockiego na prezydenta RP w wyborach w 2025.

## Odznaczenia
Odznaczony m.in. Złotym Krzyżem Zasługi (1990) i Medalem Komisji Edukacji Narodowej (1996).